# چشمه ماهی (هلیلان)
چشمه ماهی، روستایی در دهستان داربید بخش جزمان شهرستان هلیلان در استان ایلام ایران است. این روستا، مرکز بخش جزمان است.

## جمعیت
بر پایه سرشماری عمومی نفوس و مسکن در سال ۱۳۹۵، جمعیت این روستا برابر با ۸۲۷ نفر (۲۴۶ خانوار) بوده‌است.